# A1E1 Independent
De A1E1 Independent (zelfstandig) was een zware tank met vijf torens die werd in ontworpen door Vickers in Groot-Brittannië vanaf 1922. Het project kwam niet verder dan één prototype. Wel vormde het project ongewild de basis voor buitenlandse tanks, waaronder de Sovjet T-35 en Duitse Neubaurfahrzeug. Het prototype bleek niet te voldoen en ontwikkeling werd na een periode van tien jaar opgegeven.

## Ontwikkeling
In 1922 werd er begonnen met de ontwikkeling van de A1E1. De tank werd ontworpen door Vickers-Armstrong. De Independent was voor zijn tijd een uitzonderlijk design. Met zijn vijf torens werd de tank ook wel een 'Landship (landschip)' genoemd. De tank moest wel aan een aantal eisen voldoen die het War Office had opgesteld: De tank moest een laag silhouet hebben, de motor moest in de achterzijde liggen, een 3-ponder kanon moest in de neus worden gemonteerd, twee machinegeweren aan de beide zijden en de tank moest over een geul kunnen rijden van 2,8 meter breed. In principe verwachtten ze dus een verbeterde versie van de Mark V uit de Eerste Wereldoorlog.
Vickers-Armstrong leverde twee ontwerpen in 1923, waaronder één met een ronde toren, waarin het kanon was geplaatst, omringd door vier kleine torens met machinegeweren. Drie jaar later, in september 1926 werd het project met de meerdere torens goedgekeurd. Een maand later, in oktober, was het prototype gereed. Vickers was al eerder begonnen aan de assemblage en kon daarom de tank binnen een maand leveren. De motor was al besteld in augustus. Het doel van de tank was om zelfstandig te kunnen worden ingezet of te kunnen samenwerken met de cavalerie.
In november, een maand later, nam de tank deel aan een militaire demonstratie tijdens de ‘Imperial conference’ van de Eerste Ministers van de Dominons. De tank werd hierbij omschreven als de laatste en geheimste Britse zware tank. De tank had geheim moeten blijven, maar de tekeningen van de tank werden gestolen door de Sovjets. Daar leidden de tekeningen tot de T-28, T-35, T-100 en de SMK. Later werd de Engelse legerofficier Norman Baillie-Stewart gevangen gezet, omdat hij tekeningen had doorverkocht aan het Duitse leger. Dankzij die tekeningen kon in Duitsland de Neubaufahrzeug worden ontwikkeld.

## Ontwerp
De A1E1 beschikte over vijf torens, waarvan de centrale toren was bewapend met een 47 mm kanon. Hier omheen waren vier kleine torens geplaatst en in elk was een Vickers machinegeweer gemonteerd. Het machinegeweer in de toren die linksachter de centrale toren was, kon eventueel omhoog schieten als luchtafweer. De bemanning bestond uit acht man en de commandant kon met ieder communiceren door middel van een intercom. 
Het stuursysteem was zeer geavanceerd hydraulisch systeem. Grote bochten konden gemaakt worden met een stuurwiel en korte bochten konden gemaakt worden met een koppeling en rem mechanisme die bediend kon worden met een hendel. De tank had een breedte van 2,47 meter zodat de tank vervoerd kon worden over het spoor. Dit stond niet goed in verhouding met de lengte van 7,77 meter, waardoor er in theorie problemen zouden kunnen ontstaan met de besturing. De testrapporten vermelden hierover geen problemen.
In verhouding met andere tanks was de 'Independent' goed gepantserd. De bemanningsruimte werd beschermd door pantser met een dikte van 28 mm, op overige delen van de tank varieerde dit van acht tot dertien mm. De tank had in eerste instantie een gewicht van 29 ton en kon een topsnelheid van 33 km/u bereiken op verharde weg. De 350 pk luchtgekoelde Armstrong-Siddeley V12-motor had een brandstofverbruik van 2,4 liter per kilometer en verbruikte 15 liter olie per uur. De versnellingsbak was een Zwitserse Winterthur.

## Testresultaten

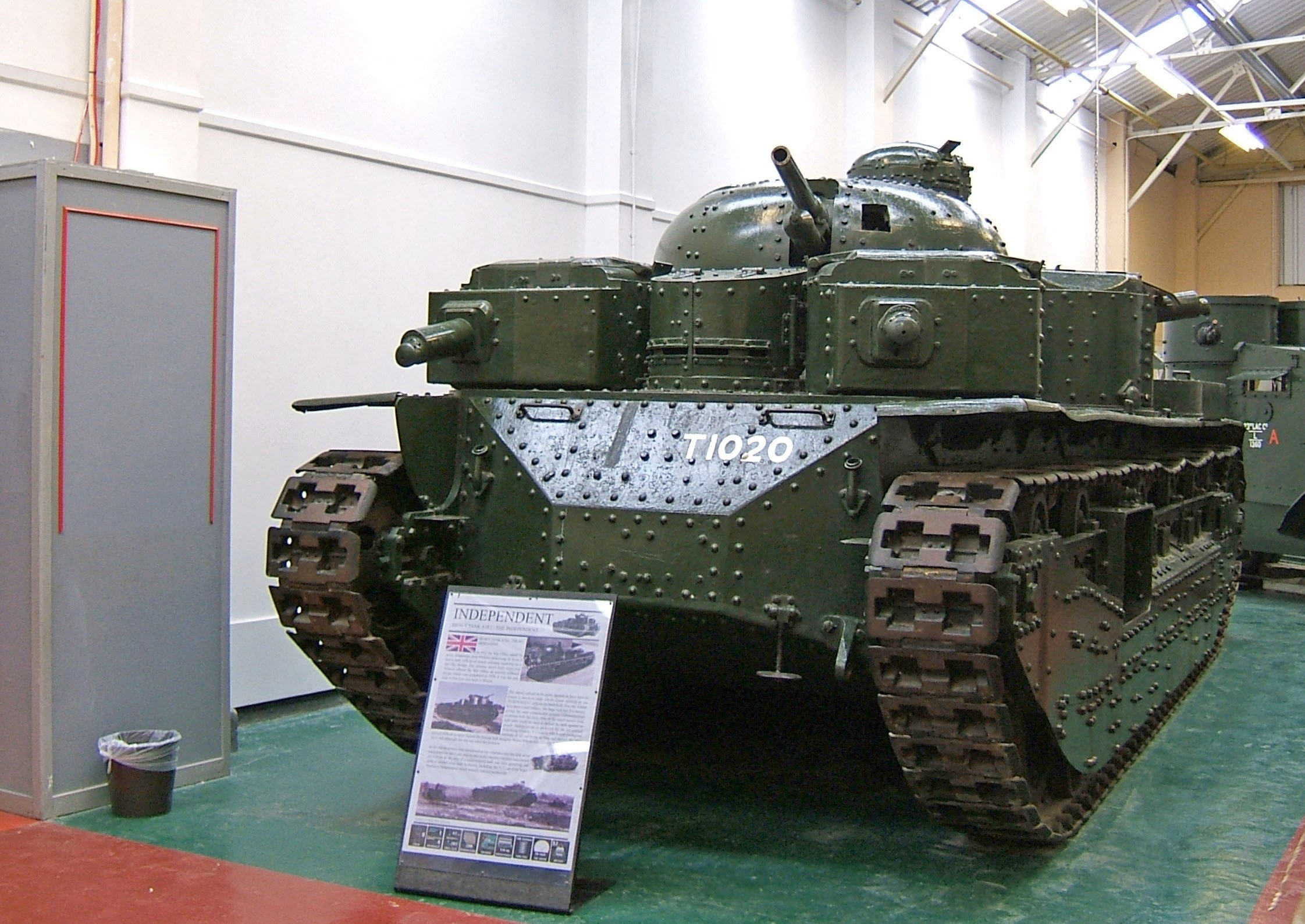
Voorzijde van de A1E1 in The Tank Museum

Na de eerste tests bij Farnborough kwamen er fatale problemen aan het licht. De door rubber ingebonden bovenste ondersteuningswielen moesten vervangen worden door een stalen variant. Ook de rem moest opnieuw worden ontworpen door Ferodo. Ze waren gemaakt van een nieuw materiaal, maar ze bleken zo effectief te zijn dat de romp van de ophanging werd gelicht door de kracht die er op uit werd geoefend. Ook bleek dat de tank moeilijk te besturen was door de te lange en te smalle rupsbanden.
In 1928 moest onder leiding van W.G. Wilson de gehele transmissie herbouwd worden. Epicyclische tandwielen werden naast de aandrijftandwielen geplaatst. Naast enkele andere veranderingen kwam het gewicht uiteindelijk op 31,5 ton. Het olieverbruik van de motor werd echter niet opgelost en na veel doorontwikkeling werd het project uiteindelijk opgegeven. De 'Independent' werd naar Bovington Camp gezonden waar het deelnam aan de verdediging van het kamp in de zomer van 1940. Vanwege het uitblijven van een Duitse invasie hoefde de tank niet ingezet te worden. Uiteindelijk werd de tank in 1949 aan het tank museum geschonken en daar is de tank tot op heden te bekijken.

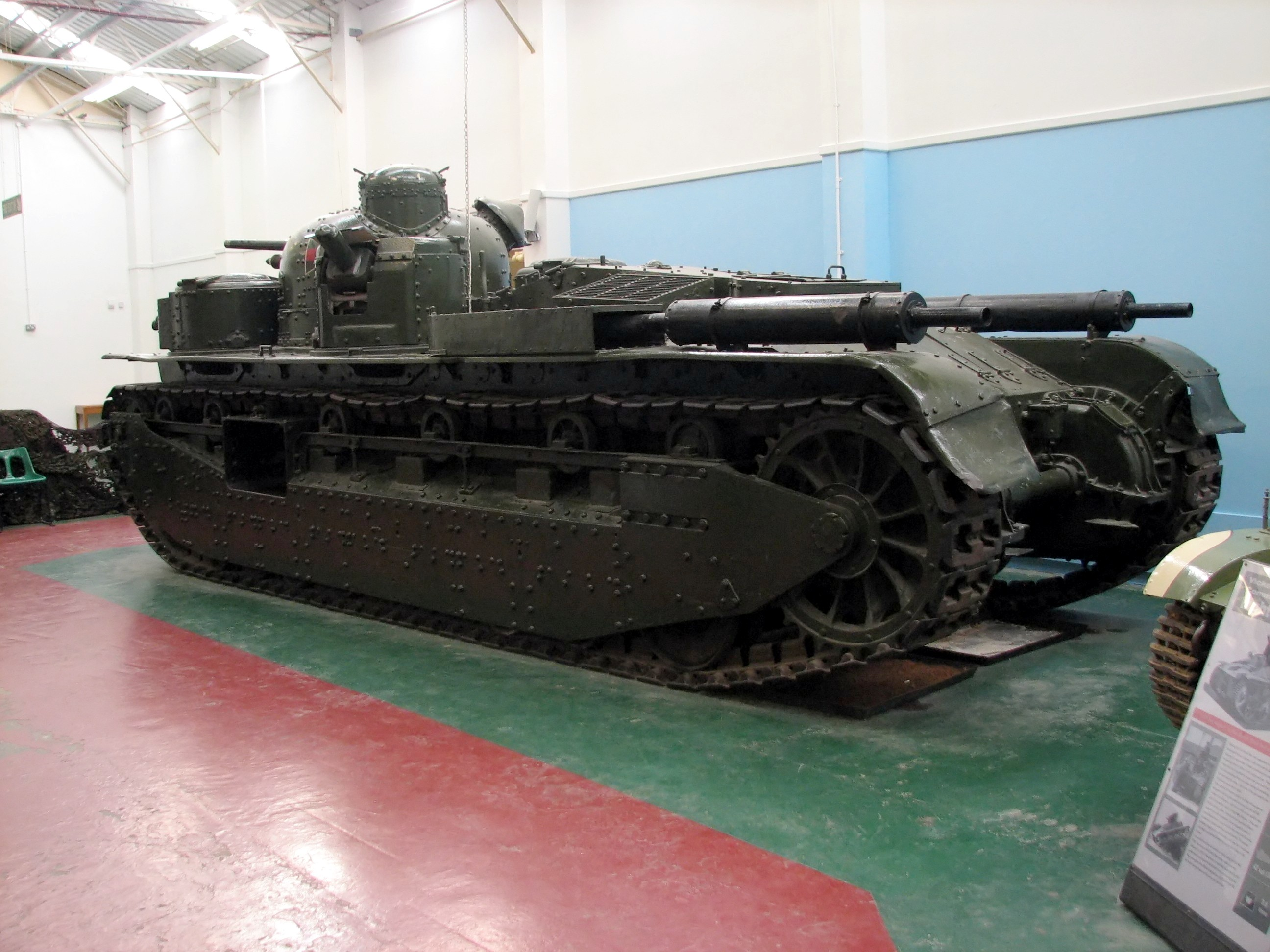
De A1E1 in The Tank Museum

Het project was mislukt. Tanks met meerdere koepels bleken in praktijk niet effectief te werken. Het was onmogelijk voor de commandant om doelen aan te geven aan iedere koepel apart. In verhouding met de Vickers medium tank vielen de resultaten tegen. De Medium Mark I had een vergelijkbare bewapening, maar woog 19 ton minder. Het war office wist ook niet goed wat ze met de tank aan moesten. Was het een prototype voor een nieuwe zware tank of meer een experimenteel programma? In ieder geval was het een duur project. De motor had £27,000 gekost en het gehele project £150,000. De testresultaten werden wel gebruikt voor de ontwikkeling van andere tanks, waaronder de Medium Mk. III (A6) en de A9 Cruiser.